# Vagón de guerra

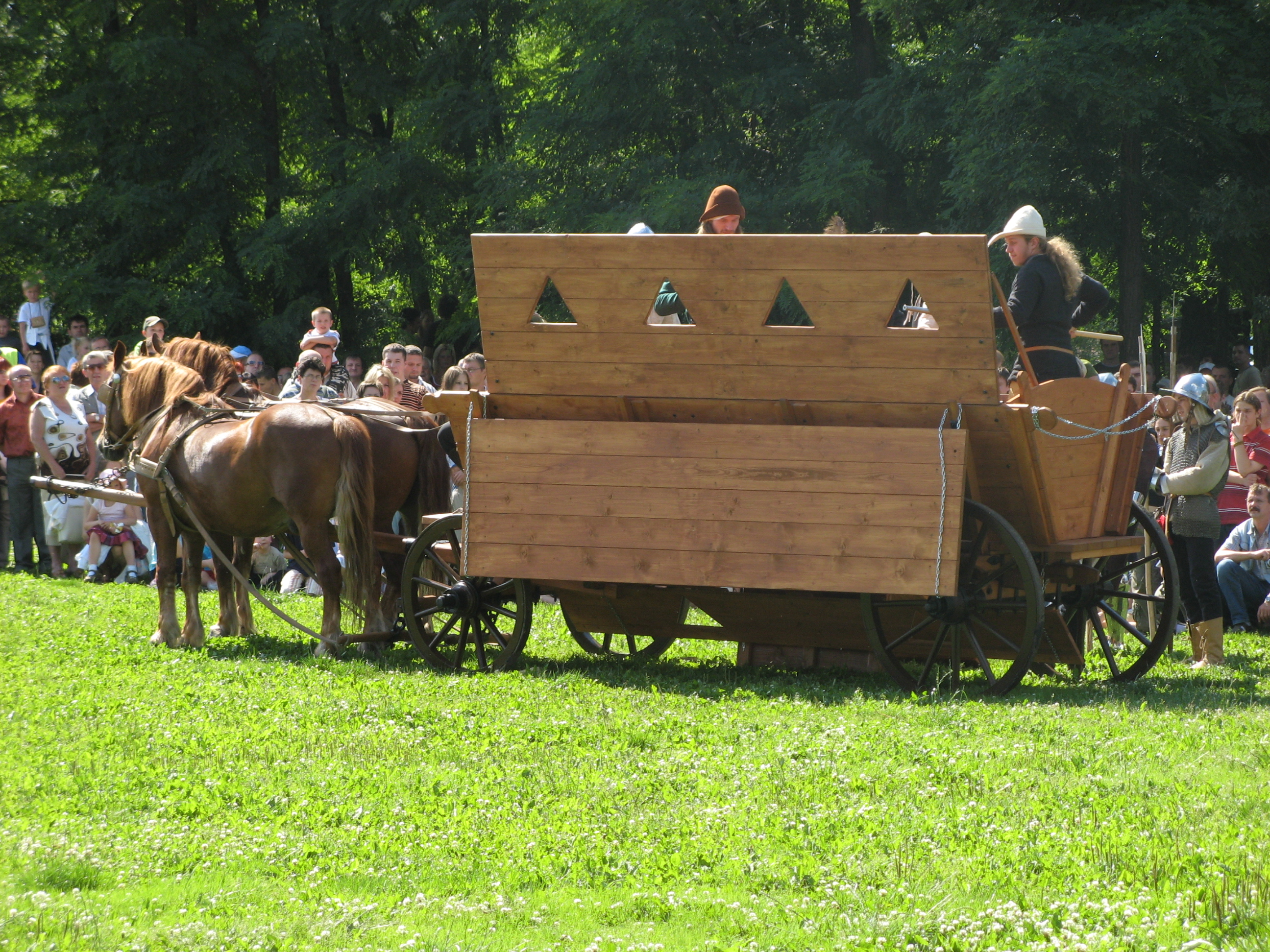
Reconstrucción moderna de un carro de guerra

El carro de guerra fue un instrumento militar usado por los revolucionarios husitas durante los enfrentamientos que mantuvieron con las fuerzas imperiales en Bohemia.
Ideados por el comandante militar husita Jan Zizka, consistían en una carreta similar a las usadas por los ejércitos de la Edad Media para el transporte, reforzada con parapetos y complementada con troneras, desde donde se disparaba con arcabuces, pequeños cañones, arcos y ballestas. La idea se basaba en diversas tácticas utilizadas por los vecinos de los husitas en la Europa Central: los tabores que los nómadas gitanos empleaban en sus campamentos, el gulyay gorod que usaban los cosacos para fortificarse rápidamente y las tácticas que inspiradas en ello aplicaban a veces las fuerzas de la República de las Dos Naciones y el ejército medieval húngaro.
El carro de guerra confería gran movilidad a un ejército, que podía agruparse en formaciones cerradas fácilmente defendibles con el apoyo de la infantería armada con lanzas, picas,  mayales, alabardas y otras armas de asta. Agrupando carros de guerra, se podían crear rápidamente campamentos fortificados y proteger así a la mayoría de los civiles, que constituían el mayor contingente de los seguidores husitas. El uso innovador de las armas de fuego, su gran capacidad defensiva y su versatilidad y movilidad contrapesaron la inferioridad en número y armamento frente a la caballería profesional de las fuerzas imperiales.